# Aleuropteryx arizonica
Aleuropteryx arizonica là một loài côn trùng trong họ Coniopterygidae thuộc bộ Neuroptera. Loài này được V. Johnson miêu tả năm 1981.